# Саша Грей
Мари́на Енн Ге́нціс (англ. Marina Ann Hantzis, нар. 14 березня 1988, Сакраменто, США), відома як Са́ша Грей (англ. Sasha Grey) — американська акторка, модель, письменниця, музикантка, ді-джейка й колишня порноакторка (2007—2011).
2009 року дебютувала головною роллю в художньому кінематографі в картині «Дівчина за викликом» режисера Стівена Содерберга. 2014 року зіграла у незалежному фільмі «Відчинені вікна» з Елайджею Вудом. Озвучує радіоведучу Еш у доповненні Phantom Liberty до відеогри Cyberpunk 2077, яке вийшло 26 вересня 2023 року.

## Життєпис
Марина Енн Генціс народилася в родині механіка в Сакраменто. Її батько мав грецьке походження. Батьки розлучилися, коли їй було 5 років, надалі її виховувала мати, яка знову одружилася 2000 року. Марина не ладнала з вітчимом, і, коли їй виповнилося 16 років, повідомила матері, що збирається покинути дім. Пізніше розповідала, що в той час робила все те, що не подобалося її батькам і що вони їй забороняли.
Восени 2005 року вступила до коледжу на театральні курси. З березня 2006 року працювала в закусочній і зібрала $ 7000 для поїздки до Лос-Анджелеса.

### Порноіндустрія
У квітні 2006 року 18-річна Марина Генція приїхала до Лос-Анджелеса. Через Інтернет вона познайомилася з порноагентом Марком Спіглером, який погодився представляти її інтереси. Початковий псевдонім був Анна Каріна, за ім'ям французької акторки, але агент порадив їй змінити його. Взяла ім'я на честь Саші Конецького, вокаліста гурту KMFDM, а прізвище відсилає до шкали Кінсі американського біолога Альфреда Кінсі, який відстежував рівень людської сексуальної орієнтації за допомогою відтінків сірого. За іншою версією, псевдонім Грей взяла на честь персонажа роману Оскара Вайлда «Портрет Доріана Грея».
Після того, як одна з порноакторок Спіглера відмовилася через хворобу від участі у фільмі Джона Стальано «The Fashionistas 2», на її місце запросили Сашу Грей. Її першою сценою стала оргія з Рокко Сіффреді. В інтерв'ю вона не пригадує, в якому порядку були тоді чоловіки — це було дуже швидко та інтенсивно. Через півроку їй пророкували велике майбутнє в порноіндустрії і називали новою Дженною Джеймсон.

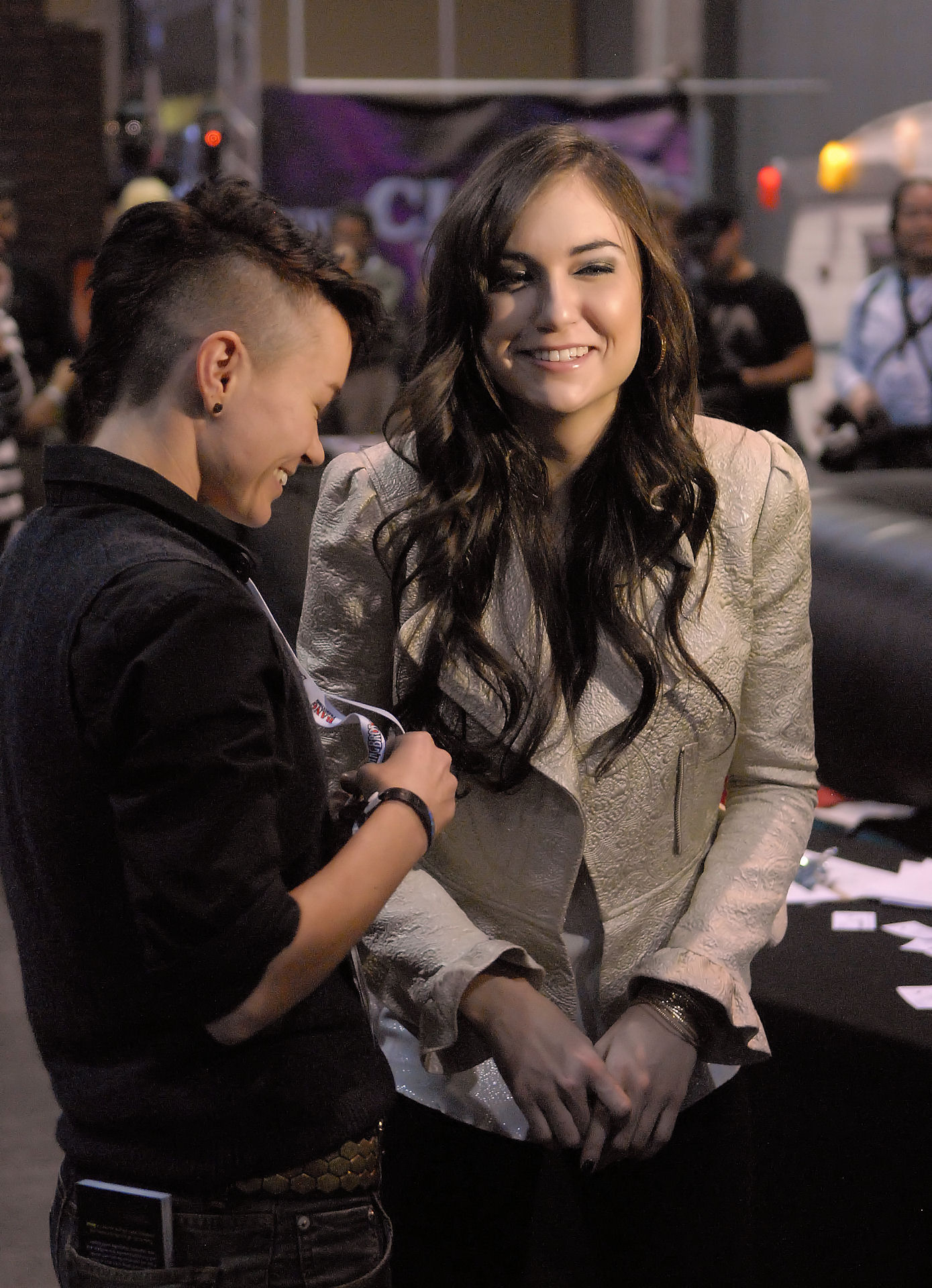
Саша Грей у 2010

Через трохи менше року від початку зйомок отримала нагороди «Best Three Way Sex Scene» та «Best Group Scene» на AVN Adult Movie Awards. Того року була номінована на «Best New Starlet», але програла Наомі. У липні 2007 року порножурнал Penthouse надав Саші Грей звання «Кішечки місяця», на честь чого була проведена фотосесія Террі Річардсоном. 2008 року Грей стала наймолодшою порноакторкою, яка здобула нагороду AVN «Female Performer of the Year». Того ж року вона здобула нагороду «Best Oral Sex Scene».

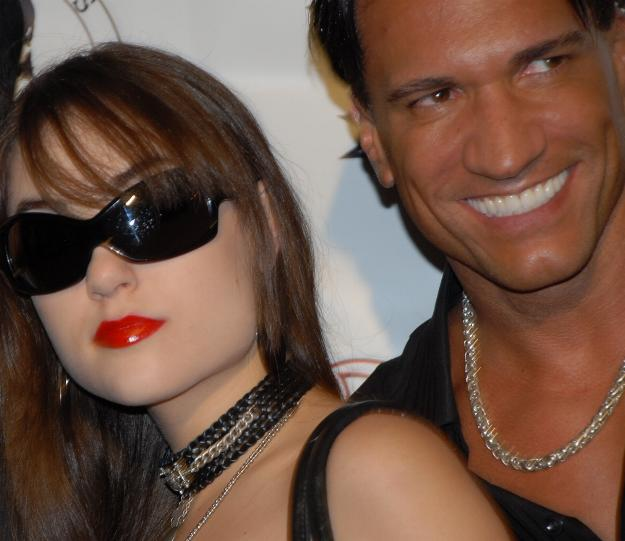
Саша Грей і Марко Бандерас на вечірці Patrick-Novello, 11 жовтня 2007

У лютому 2007 року Грей з'явилася на шоу The Tyra Banks Show, в якому обговорювали тему підлітків у порноіндустрії. Шоу було розкритиковано за те, що в ньому Саша Грей показувалася в надто драматичному відтінку. У грудневому номері журналу Rolling Stone за 2008 рік Грей потрапила до списку «Hot Issue» як «Hot Pornstar».
Фанаткою Саші Грей є порноакторка Тера Патрік, яка 2007 року запропонувала Грей знятися у фільмі її студії Teravision — «Broken», режисером якого виступив гітарист Дейв Наварро.
Також знялася у фільмі порностудії Digital Playground «Pirates II» — найдорожчому в історії порно. Зараз її інтереси в порнобізнесі представляє власне агентство L. A. Factory Girls.
У січні 2011 року CNBC назвав Грей однією з 12 найпопулярніших зірок у порно.
8 квітня 2011 року Саша Грей на власній сторінці у Фейсбук оголосила про вихід з порноіндустрії.

### Модельна кар'єра
Кар'єру моделі Саша Грей почала зі співпраці з гуртом The Smashing Pumpkins, сфотографувавшись для обкладинки альбому «Zeitgeist» (2007), а пізніше з'явившись в їх кліпі на композицію «Superchrist». Також знялася в кліпі «Birthday Girl» гурту The Roots.
Пізніше запрошена для роботи моделлю французьким модельєррм Максом Азріа. Виступила як модель для міжнародної рекламної компанії італійського бренду взуття Forfex та American Apparel. Також була моделлю в розділі антимода Річарда Керна в журналі Vice і з'явилася в тригодинний програмі «Shot by Kern».
У січні 2010 року Грей знялася в рекламі компанії PETA: плакат з її участю закликав стерилізувати свійських тварин з метою контрацепції.
У жовтні 2010 року Грей з'явилася на обкладинці американського видання Playboy. Фотосесію виконав один з найвідоміших фотографів журналу — Стівен Вайда.

### Акторська кар'єра
Саша Грей з'явилася в епізодичній ролі в пародійному серіалі «Порно для всієї сім'ї» з Джеймсом Ганом. А також 2009 року знялася в малобюджетному комедійному фільмі жахів «Кривавий монтаж» компанії Zed Filmworks. Фільм розповідає історію божевільного режисера, який, намагаючись зняти ідеальний фільм жахів, вбивав людей, щоб використовувати їх органи і кров у своєму кіно. Грей грає репортерку, яка розслідує справу про зникнення людей і підозрює режисера. Прем'єра фільму відбулася 18 липня 2009 року в Монреалі на фестивалі Fantasia Festival.
У березні 2010 року Грей була вибрана на роль у фільмі жахів Hallows режисера Річарда О'Саллівана.

Виконала камео у сьомому сезоні серіалу «Красені», який йде на кабельному каналі HBO. Творець серіалу Даг Еллін говорив, що вибір Грей на роль був продиктований двома обставинами: нашумілим в 1990-ті романом Чарлі Шина з порноакторкою Джинджер Лінн і тим, що Стівен Содерберг вибрав Грей на головну роль у своєму фільмі.

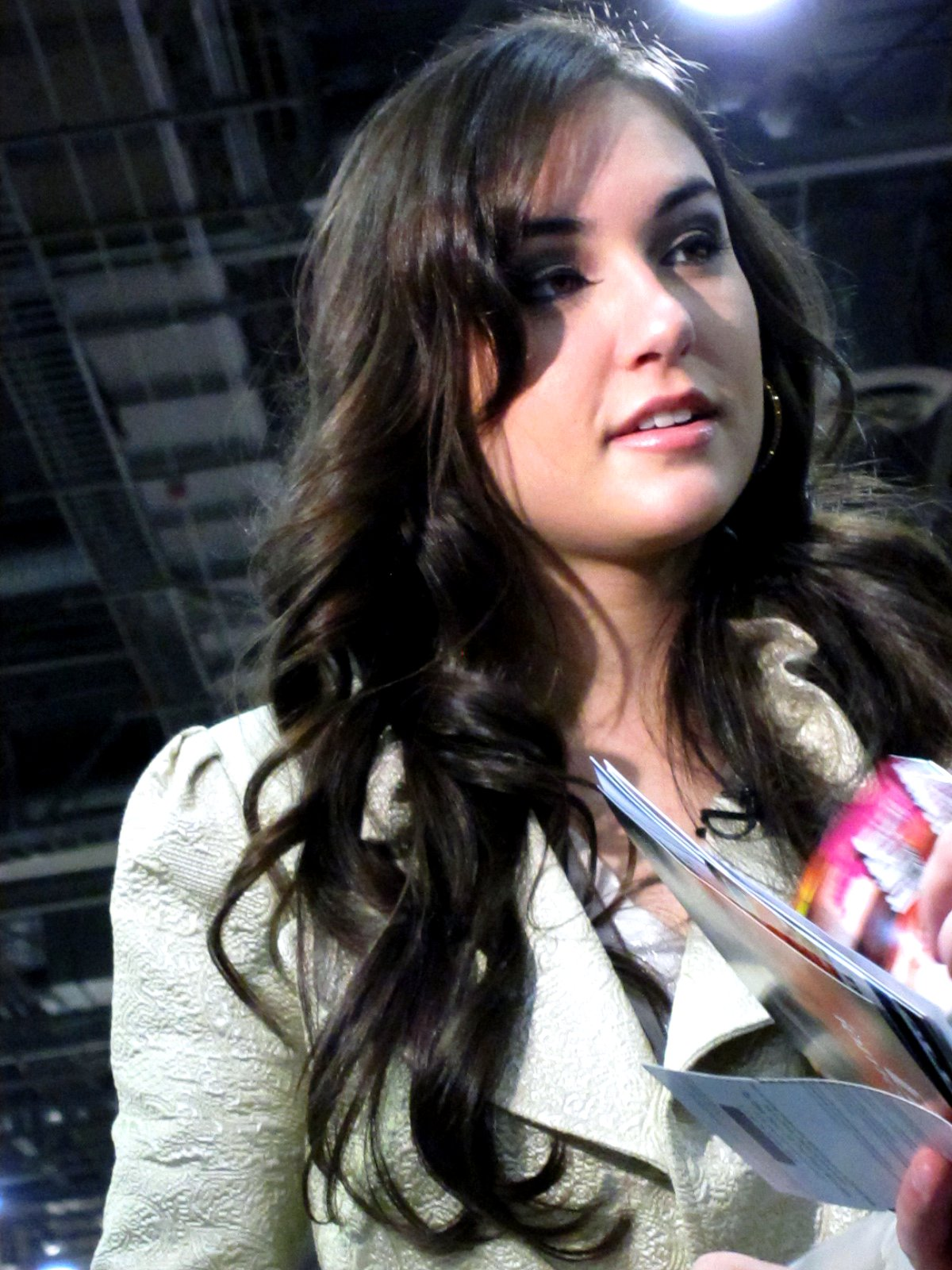
Саша Грей на AVN Awards 9 січня 2010 року

Саша Ґрей виконала головну роль ескорт-повії Челсі у фільмі оскароносного режисера Стівена Содерберга «Дівчина за викликом». Журналіст Скотт Маколей каже, що можливо Грей вибрала цю роль через свій інтерес до незалежних режисерів, таких як Жан-Люк Годар, Гармоні Корін, Девід Гордон Грін, Мікеланджело Антоніоні, Аньєс Варда та Вільям Клейн. Коли Грей готувалася до ролі, Содерберг попросив її подивитися «Жити своїм життям» і «Божевільний П'єро». У «Жити своїм життям» піднімаються проблеми проституції, у «Божевільному П'єро» показані стосунки, схожі на ті, що відбуваються між Челсі, її бойфрендом і клієнтами.
2011 року вона знялася у фільмі «Мрець у білому савані дрижить, але продовжує приймати ванну», 2012 року зіграла Емі у фільмі жахів «Що б ви зробили».

### Музична діяльність
2008 року Грей з Пабло Франциском заснувала гурт «aTelecine», що виконує музику в жанрі індастріал. Грей описала стиль музики, яку виконує, як «експериментальний психоделічний дез-даб». Їх перший EP називався «AVigillant Carpark» і вийшов на нью-йоркському лейблі Pendu Sound тільки на семидюймових вінілових платівках. В інтерв'ю 2009 Грей заявляла, що музиканти працюють над матеріалом для повноформатної платівки. Відтоді до гурту прийшли два нових учасники та вийшло два LP «…And Six Dark Hours Pass» та «A Cassette Tape Culture», обидва 2010 року. Свій перший альбом «The Falcon and the Pod» aTelecine випустили 9 серпня 2011 року.
2011 року Грей знялася в кліпі Емінема. Пісня називається «Space Bound», на YouTube і Vevo.com кліп з'явився 27 червня.
Вокал Грей присутній на альбомі «Aleph at Hallucinatory Mountain» гурту «Current 93». Грей також регулярно виступає в ролі діджеки.

### Книги

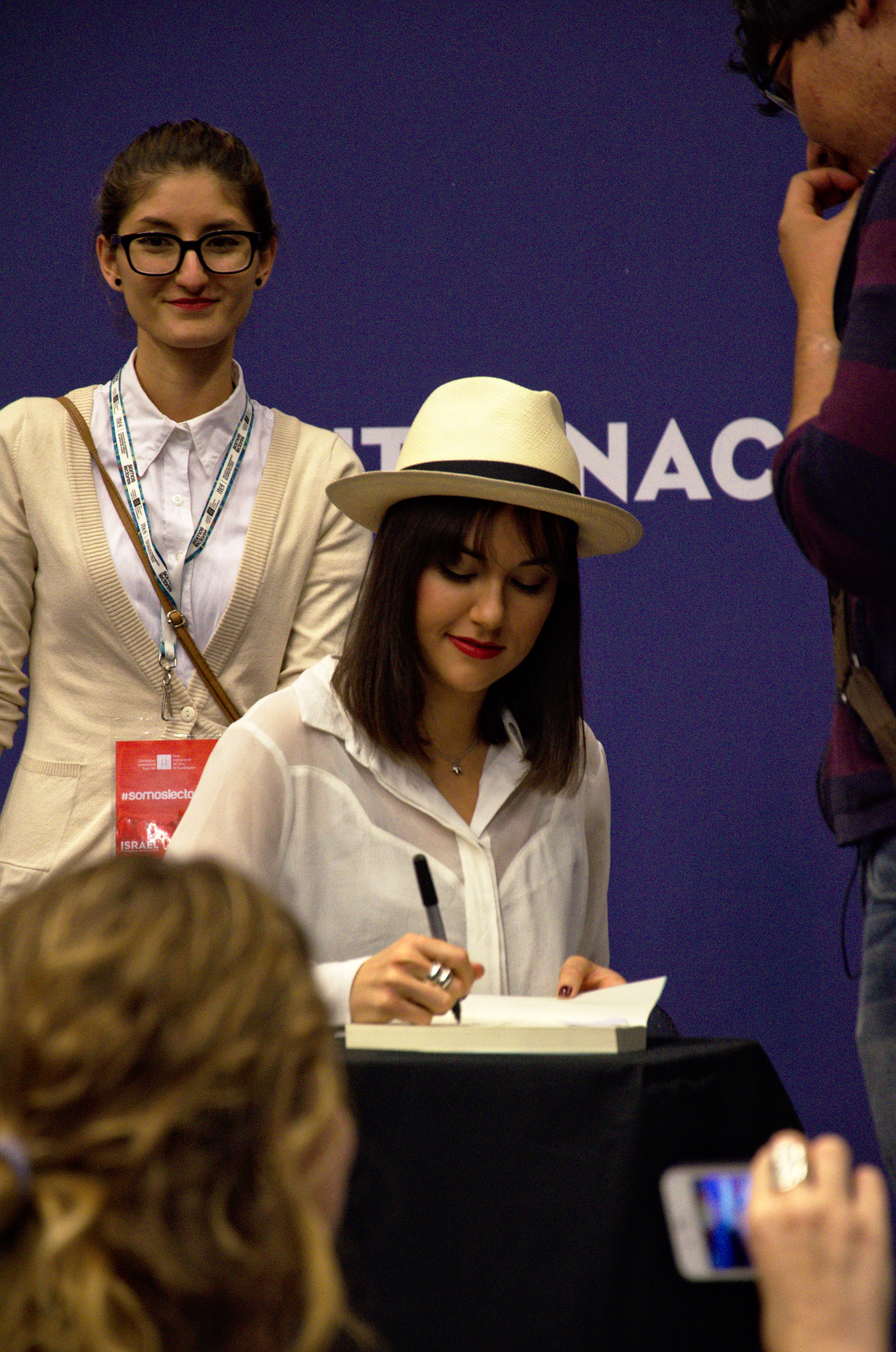
Автограф-сесія Грей на міжнародному книжковому ярмарку в Гвадалахарі, 2013

На початку квітня 2011 року Саша Грей презентувала фотокнигу «Neü Sex» — «Секс по новому». Альбом містить її фото, в тому числі — з домашнього архіву, а також постановочні знімки. Альбом можна умовно розділити на дві частини — «гламур» та «треш». Альбом є її спробою відредагувати свій образ порнозірки. Книжка вийшла у видавництві VICE Books.
|              | Існує дуже багато фотографій зі мною, естетика яких мені непідвладна. А самостійне документування дозволяє вловити момент дня чи навіть секунди. Працюючи в індустрії розваг, розумієш, що жоден день не схожий на інший, і дуже важливо звертати увагу на все, що відбувається з тобою. |
| — Саша Грей, | |

За допомогою фотографій у книзі розкривається період її життя з 18 до 22 років, коли вона була в порноіндустрії.
9 травня 2013 Грей видала другу книгу — еротичний роман «Суспільство Джульєтт» (англ. «The Juliette Society»). Під час перебування в Росії повідомила, що планує перекласти твір російською. Грей говорила, що «Товариство Жюльєтти» можна вважати трохи автобіографічним романом.
У 2016 році вийшов другий роман, The Janus Chamber, а в 2018 завершуючий трилогію роман The Mismade Girl of The Juliette Society.
Аллен Фостер писав, що «The Janus Chamber» — це «блискучий літературний твір», набагато сатиричніший, ніж «П'ятдесят відтінків сірого», де «дивне почуття гумору Грей проявляється у неявних посиланнях на поп-культуру».

### Інша діяльність
У березні 2012 року знялась у рекламі бельгійського національного комітету Equal Pay Day, який протестує проти гендерного розриву в оплаті праці. У ролику вона пояснює, що змусило її піти до порноіндустрії.
30 квітня 2013 року російський автомобільний портал Drom.ru запросив її до Росії взяти участь в автопробігу країною. 15 травня вона прибула до Владивостока, з якого наступного дня як штурманка вирушила до Москви автомобілем «Лада Калина». Після початку пробігу вже в Хабаровську автомобіль вийшов з ладу, його в Іркутську, куди Грей дісталась літаком, замінили на резервний «Volkswagen Polo». «Ладу» ж було вирішено виставити на інтернет-аукціон. Дорогою до Москви Грей відвідала Єкатеринбург, Сочі та Краснодар (де скасувала DJ-сет). 27 травня була однією з гостей в телепрограмі «Вечірній Ургант». Після Dj-сетів у Новосибірську та Красноярську, Грей покинула Росію.

### Саша Грей і Україна
Під час повномасштабного вторгнення 2022 року опублікувала пост зупинити війну.
22 і 23 березня 2013 року Саша Грей з напарницею виконала власний Dj-set в Одесі (клуб-ресторан «Ministerium Dogma Club») та Києві (НК «Ajour») відповідно.
15 грудня 2013 Грей підтримала Революційні події в Україні, написавши у своєму твіттері:
| Тримайся міцно, Києве Оригінальний текст (англ.) Stay strong, Kiev |

## Особисте життя
Саша Грей визначає себе як екзистенціалістку та бісексуалку. Вона атеїстка. Вона була у тривалих стосунках з фотографом Ієном Циннамоном, який на 13 років старший за неї, але пара розлучилася у 2012 році.

## Фільмографія
| Не порнофільми | Не порнофільми                      | Не порнофільми                     | Не порнофільми                | Не порнофільми | Не порнофільми | Не порнофільми | Не порнофільми | Не порнофільми | Не порнофільми | Не порнофільми | Не порнофільми | Не порнофільми | Не порнофільми |
| Акторка        | Акторка                             | Акторка                            | Акторка                       | Акторка        | Акторка        | Акторка        | Акторка        | Акторка        | Акторка        | Акторка        | Акторка        | Акторка        | Акторка        |
| Рік            | Назва                               | Оригінальна назва                  | Роль                          |                |                |                |                |                |                |                |                |                |                |
| -------------- | ----------------------------------- | ---------------------------------- | ----------------------------- | -------------- | -------------- | -------------- | -------------- | -------------- | -------------- | -------------- | -------------- | -------------- | -------------- |
| 2007           | «Гомо Еректус»                      | Homo Erectus                       | Cavegirl, в титрах не вказана |                |                |                |                |                |                |                |                |                |                |
| 2007           |                                     | Broken                             | камео                         |                |                |                |                |                |                |                |                |                |                |
| 2008           | «З дев'яти до п'яти: Будні в порно» | 9to5: Days in Porn                 | камео                         |                |                |                |                |                |                |                |                |                |                |
| 2009           | «Дівчина за викликом»               | The Girlfriend Experience          | Челсі/Крістіна Браун          |                |                |                |                |                |                |                |                |                |                |
| 2009           | «Кривавий монтаж»                   | Smash Cut                          | Ейпріл Карсон                 |                |                |                |                |                |                |                |                |                |                |
| 2009           |                                     | This Ain't Star Trek XXX           | Чандра                        |                |                |                |                |                |                |                |                |                |                |
| 2009           |                                     | Seinfeld: A XXX Parody             | камео                         |                |                |                |                |                |                |                |                |                |                |
| 2010           | «Вихід»                             | Quit                               | Міні-секретар                 |                |                |                |                |                |                |                |                |                |                |
| 2010           | «Нова еротика: Артсекс революція»   | The New Erotic: Art Sex Revolution | камео                         |                |                |                |                |                |                |                |                |                |                |
| 2011           | «Я стомився від тебе»               | I Melt with You                    | Рейвен                        |                |                |                |                |                |                |                |                |                |                |
| 2011           |                                     | Pocong Mandi Goyang Pinggul        | Привид, одягнений у бікіні    |                |                |                |                |                |                |                |                |                |                |
| 2011           | «Життя»                             | Life                               | Сара                          |                |                |                |                |                |                |                |                |                |                |
| 2012           | «Дівчина з «Голого Ока»»            | The Girl from the Naked Eye        | Лєна                          |                |                |                |                |                |                |                |                |                |                |
| 2012           | «Щоб ви зробили…»                   | Would You Rather                   | Емі                           |                |                |                |                |                |                |                |                |                |                |
| 2012           | «Інферно»                           | Inferno: A Linda Lovelace Story    | Паула                         |                |                |                |                |                |                |                |                |                |                |
| 2013           |                                     | The Scribbler                      | Банні                         |                |                |                |                |                |                |                |                |                |                |
| 2013           | «Відчинені вікна»                   | Open Windows                       | Джил Годдард                  |                |                |                |                |                |                |                |                |                |                |
| 2013           | «Витончена помста»                  | Skinny Dip                         | Голлі Гейвен                  |                |                |                |                |                |                |                |                |                |                |
| 2017           |                                     | China Test Girls                   | камео                         |                |                |                |                |                |                |                |                |                |                |
| Продюсерка     |                                     |                                    |                               |                |                |                |                |                |                |                |                |                |                |
| 2009           | «Модус операнди»                    | Modus Operandi                     |                               |                |                |                |                |                |                |                |                |                |                |
| 2009           |                                     | Cruelle to be Kind                 |                               |                |                |                |                |                |                |                |                |                |                |

## Нагороди та номінації
| Рік  | Премія     | Номінація                                                                   | Порнофільм                         | Результат |
| ---- | ---------- | --------------------------------------------------------------------------- | ---------------------------------- | --------- |
| 2006 | XRCO Award | Нова старлетка (New Starlet)                                                |                                    | Перемога  |
| 2006 | XRCO Award | Супер-повія (Superslut)                                                     |                                    | Номінація |
| 2006 | XRCO Award | Кремова мрія (Cream Dream)                                                  |                                    | Номінація |
| 2007 | AVN Awards | Найкраща секс-сцена з трьома акторами (Best Three-Way Sex Scene)            | Fuck Slaves                        | Перемога  |
| 2007 | AVN Awards | Найкраща сцена групового сексу — відео (Best Group Sex Scene — Video)       | Fashionistas Safado: The Challenge | Перемога  |
| 2007 | AVN Awards | Найкраща сцена орального сексу — відео (Best Oral Sex Scene — Video)        | Oral Supremacy                     | Номінація |
| 2007 | AVN Awards | Найкраща нова старлетка (Best New Starlet)                                  |                                    | Номінація |
| 2007 | XRCO Award | Виконавиця року (Female Performer of the Year)                              |                                    | Перемога  |
| 2007 | XRCO Award | Супер-повія (Superslut)                                                     |                                    | Номінація |
| 2007 | XRCO Award | Кремова мрія (Cream Dream)                                                  |                                    | Номінація |
| 2007 | XRCO Award | Orgasmic Oralist                                                            |                                    | Номінація |
| 2008 | AVN Awards | Найкраща сцена лесбійського порно — відео (Best All-Girl Sex Scene — Video) | Boundaries                         | Номінація |
| 2008 | AVN Award  | Найкраща сцена групового сексу — відео (Best Group Sex Scene — Video)       | Swallow My Squirt 4                | Номінація |
| 2008 | AVN Award  | Найкраща сцена орального сексу — відео (Best Oral Sex Scene — Video)        | Blow Me Sandwich 11                | Номінація |
| 2008 | AVN Award  | Найкраща сцена з трьома акторами (Best Three-way Sex Scene)                 | Razordolls                         | Номінація |
| 2008 | AVN Award  | Найкраща сцена орального сексу — відео (Best Oral Sex Scene — Video)        | Feeding Frenzy 9                   | Номінація |
| 2008 | AVN Award  | Найкраща сцена орального сексу — відео (Best Oral Sex Scene — Video)        | Babysitters                        | Перемога  |
| 2008 | AVN Award  | Female Performer of the Year                                                |                                    | Перемога  |
| 2008 | XRCO Award | Orgasmic Oralist                                                            |                                    | Номінація |
| 2008 | XRCO Award | Виконавиця року (Female Performer of the Year)                              |                                    | Перемога  |
| 2008 | XRCO Award | Mainstream Adult Media Favorite                                             |                                    | Номінація |
| 2009 | XRCO Award | Orgasmic Oralist                                                            |                                    | Номінація |
| 2009 | XRCO Award | Виконавиця року (Female Performer of the Year)                              |                                    | Номінація |
| 2009 | XRCO Award | Mainstream Adult Favorite                                                   |                                    | Перемога  |
| 2009 | AVN Award  | Jenna Jameson Crossover Star of the Year                                    |                                    | Номінація |
| 2009 | AVN Award  | Виконавиця року (Female Performer of the Year)                              |                                    | Номінація |
| 2009 | AVN Award  | Найкраща секс-сцена з трьома акторами (Best Threeway Sex Scene)             | Pirates II: Stagnetti's Revenge    | Номінація |
| 2009 | AVN Award  | Найкраща сцена орального сексу (Best Oral Sex Scene)                        | Filth Cums First 3                 | Номінація |
| 2009 | AVN Award  | Найкраща сцена лесбійського групового сексу (Best All-Girl Group Sex Scene) | Flower's Squirt Shower 5           | Номінація |
| 2009 | AVN Award  | Найкраща акторка (Best Actress)                                             | The Last Rose                      | Номінація |
| 2009 | AVN Award  | Best POV Sex Scene                                                          | P.O.V. Centerfolds 7               | Номінація |
| 2010 | AVN Award  | Найкраща сцена анального сексу (Best Anal Sex Scene)                        | Anal Cavity Search 6               | Перемога  |
| 2010 | AVN Award  | Найкраща сцена орального сексу (Best Oral Sex Scene)                        | Throat: A Cautionary Tale          | Перемога  |
| 2010 | AVN Award  | The Jenna Jameson Crossover Star of the Year                                |                                    | Перемога  |
| 2010 | XBIZ Award | Crossover Star of the Year                                                  |                                    | Перемога  |
| 2010 | XBIZ Award | Crossover Star of the Year                                                  |                                    | Перемога  |
| 2010 | XRCO Award | Mainstream Adult Media Favorite                                             |                                    | Перемога  |